# Nico Pulzetti
Nico Pulzetti (né le 13 février 1984 à Rimini) est un footballeur italien qui évolue actuellement au Padoue Calcio.

## Clubs
- 2002-2004 :  Associazione Calcio Cesena
- 2004-2005 :  Real Castelnuovo
- 2005-2007 :  Hellas Vérone Football Club
- 2007-2011 :  AS Livourne Calcio
  - 2010-jan. 2011 :  AS Bari (prêt)
  - jan. 2011-2011 :  Chievo Vérone (prêt)
- 2011-déc. 2015 :  Bologne
  - 2013-2014 :  AC Sienne (prêt)
  - 2014-2015 :  AC Cesena (prêt)
- jan. 2016-2017 :  Spezia Calcio
- depuis 2017 :  Padoue Calcio